# Neurobasis florida
Neurobasis florida là loài chuồn chuồn trong họ Calopterygidae. Loài này được Hagen in Walker mô tả khoa học đầu tiên năm 1853.